# Singapores Grand Prix 2009
Singapores Grand Prix 2009 var det fjortonde av 17 lopp ingående i formel 1-VM 2009.

## Resultat

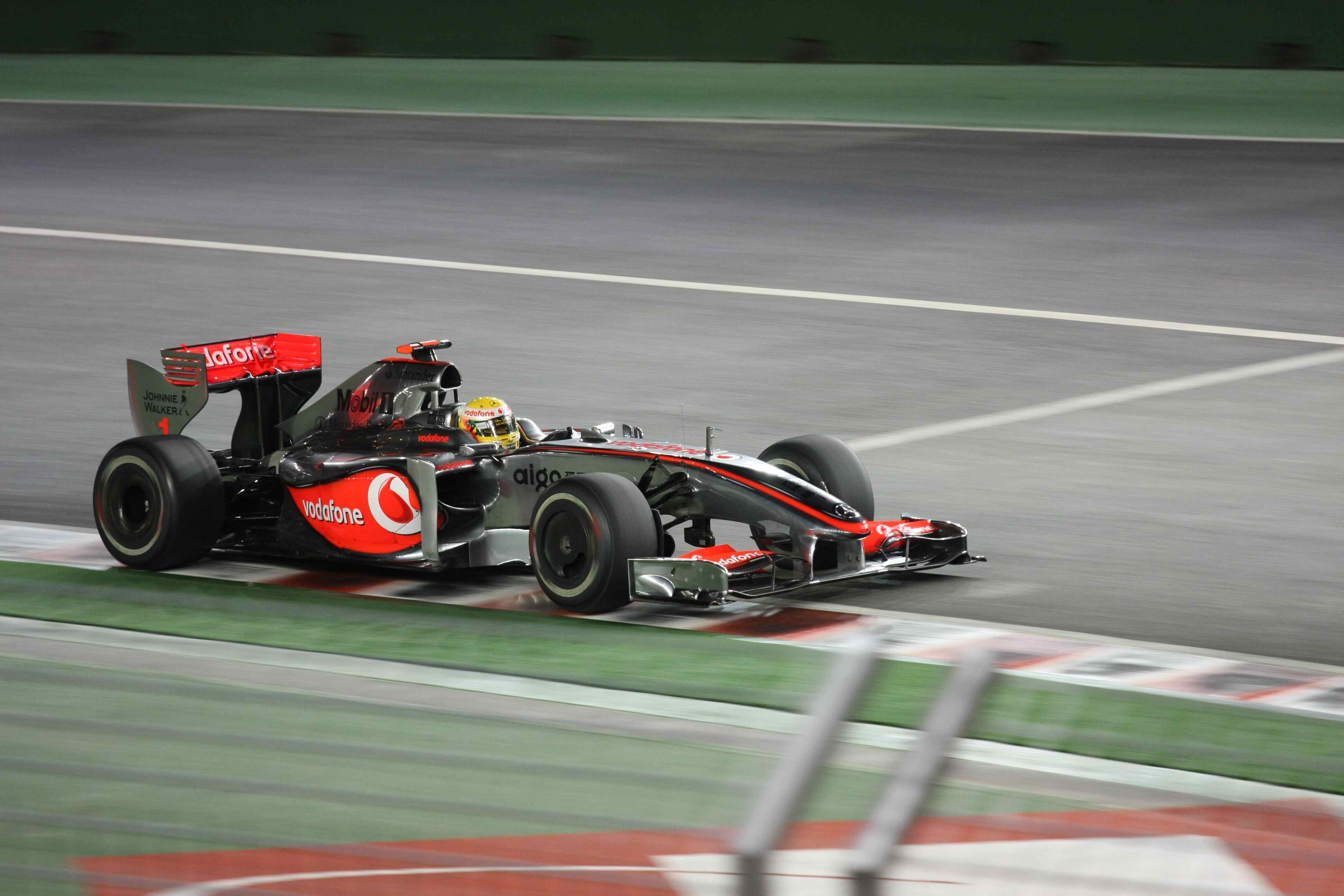
Lewis Hamilton vann loppet.

1. Lewis Hamilton, McLaren-Mercedes, 10 poäng
2. Timo Glock, Toyota, 8
3. Fernando Alonso, Renault, 6
4. Sebastian Vettel, Red Bull-Renault, 5
5. Jenson Button, Brawn-Mercedes, 4
6. Rubens Barrichello, Brawn-Mercedes, 3
7. Heikki Kovalainen, McLaren-Mercedes, 2
8. Robert Kubica, BMW Sauber, 1
9. Kazuki Nakajima, Williams-Toyota
10. Kimi Räikkönen, Ferrari
11. Nico Rosberg, Williams-Toyota
12. Jarno Trulli, Toyota
13. Giancarlo Fisichella, Ferrari
14. Vitantonio Liuzzi, Force India-Mercedes

### Förare som bröt loppet
- Jaime Alguersuari, Toro Rosso-Ferrari (varv 47, bromsar)
- Sébastien Buemi, Toro Rosso-Ferrari (47, växellåda)
- Mark Webber, Red Bull-Renault (45, olycka/bromsar)
- Adrian Sutil, Force India-Mercedes (23, kollisionsskada)
- Nick Heidfeld, BMW Sauber (19, kollision)
- Romain Grosjean, Renault (3, bromsar)

## VM-ställning
| Förarmästerskapet 1. Jenson Button, Brawn-Mercedes, 84 2. Rubens Barrichello, Brawn-Mercedes, 69 3. Sebastian Vettel, Red Bull-Renault, 59 | Konstruktörsmästerskapet 1. Brawn-Mercedes, 153 2. Red Bull-Renault, 110,5 3. Ferrari, 62 |